# Зелёный город (Московская область)
Зелёный город — административно-территориальная единица Московской области, существовавшая с 1930 по 1936 год.
Самостоятельная административно-территориальная единица Зелёный город, предназначенная для организации отдыха и лечения москвичей, была образована в Московской области 20 августа 1930 года. Идею проекта предложил Михаил Кольцов, а её разработку вело несколько различных архитекторов, в том числе Константин Мельников, Моисей Гинзбург и Даниил Фридман. Возглавил проект Николай Ладовский.
В состав курортной административно-территориальной единицы вошли территории, переданные из Пушкинского района: дачный посёлок Братовщина, Братовщинский, Ельдигинский, Матюшинский, Цернский с/с полностью и Митропольский, Тишковский, Чапчиковский с/с частично.
26 сентября 1930 года Митропольский с/с был упразднён. Одновременно образован Правдинский с/с. Уже в 1931 году проект был заморожен, а в 1934 году отменён.
9 декабря 1934 года Мособлисполком упразднил Зелёный город как отдельную административно-территориальную единицу и вернул входившую в неё территорию в Пушкинский район. Это решение было утверждено ВЦИК 10 мая 1936 года.